# Milton S. Hershey
Milton Snavely Hershey (Derry Township, 13 de setembro de 1857 − Hershey, 13 de outubro de 1945) foi um confeiteiro e filantropo americano. Ele fundou a The Hershey Company.

## Biografia
Hershey nasceu em Derry Township, Pensilvânia, Estados Unidos.

## Chocolates Hershey's
Ele percebeu que grandes suprimentos de leite fresco eram necessários para aperfeiçoar e produzir o chocolate de leite fino, Hershey estava determinado a desenvolver uma fórmula para o chocolate de leite e comercializá-lo para o público americano. Através de tentativa e erro, ele criou a própria fórmula para o chocolate com leite.